# Atszan
Atszan (arab. عطشان) – miejscowość w Syrii, w muhafazie Hama. W 2004 roku liczyła 1609 mieszkańców.